# Dalborn

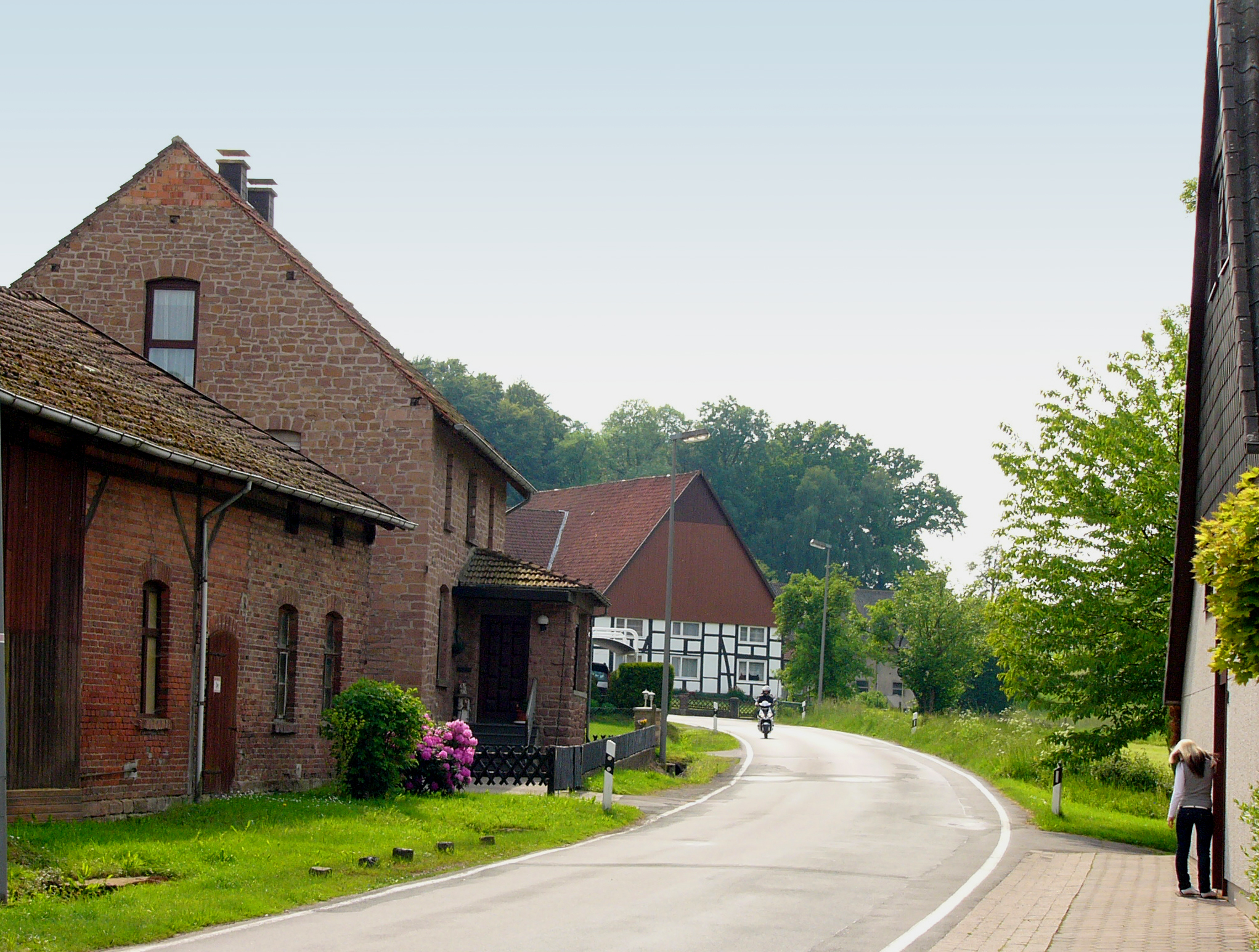
Dalborn vor der Straßensanierung 2019

Dalborn ist eine der 19 Ortschaften der lippischen Stadt Blomberg in Nordrhein-Westfalen in Deutschland.

## Geographie
Die Ortschaft liegt auf einer Höhe von 120 bis 150 m ü. NN, rund zehn Kilometer nordwestlich der Blomberger Stadtmitte und zählt 87 Einwohner auf einer Fläche von 284,34 Hektar.

## Geschichte

### Gründung
Dalborn wurde im 12. Jahrhundert als Waldhufendorf gegründet, eine im Mittelalter weit verbreitete Siedlungsform in Deutschland. Hierbei handelt es sich um ein Reihendorf, bei dem der Landbesitz meist doppelzeilig an die Hoflage anschließt.

### Ersterwähnung / Ortsname
1256 wurde Dalborn als Dalberne erstmals schriftlich erwähnt.
Im Laufe der Jahrhunderte sind folgende Versionen ebenfalls als Ortsnamen belegt: Dalbern (1269), Dalberen (1278), Dalherne (1281), Dalberne (1402; 1460, im Urbar Möllenbeck), Dalbernen (1474 bis 1480, im Güterverzeichnis Möllenbeck), Dalberen (1497, im Landschatzregister), Dalbernn (1507, im Landschatzregister), Dalbrun (1528), Dalberenn (1535), Dalborne (1618, im Landschatzregister), Dalbern (1620, im Salbuch), Dalberen (1721) sowie Dalbern (1806, in einer Karte von Karl Ludwig von Le Coq).

### 19. Jahrhundert
Etwa im Jahr 1880 wurde die ehemalige Gemeinde Donop aufgelöst und auf die neuen Gemeinden Altendonop, Dalborn und Kirchdonop aufgeteilt. Auch das Rittergut Altendonop wurde selbständig und somit einer Gemeinde gleichgestellt. Etwa im Jahr 1890 wurde die Gemeinde Kirchdonop in Donop umbenannt.

### 20. Jahrhundert
Die zuvor selbständige Gemeinde wurde im Rahmen der Kommunalreform am 1. Januar 1970 zu Blomberg eingemeindet. Der Kreis Detmold ging mit Dalborn bzw. Blomberg am 1. Januar 1973 im Zuge der nordrhein-westfälischen Kreisreform im Rahmen des Bielefeld-Gesetzes durch Vereinigung mit dem Kreis Lemgo im heutigen Kreis Lippe auf.

## Politik
2010 übernahm Wilhelm Sigges das Amt des Ortsvorstehers von Otto Beermann, der das Amt 40 Jahre ausübte.
Seit 2020 ist Stefanie Beermann Ortsvorsteherin des Dorfes und löst den langjährigen Ortsvorsteher Wilhelm Sigges ab.

## Kultur und Sehenswürdigkeiten
Zur Kirche gehen die Dorfbewohner im benachbarten Cappel, während die Kinder die Grundschule in Großenmarpe besuchen.

### Sehenswürdigkeiten
In Dalborn gibt es eine Anzahl sehenswerter Fachwerkhäuser mit verzierten Torbögen und Inschriften, sowie die ehemalige Drostenmühle (auch als Dalborner Mühle bezeichnet), die allerdings außer Betrieb ist.